# Eremalche parryi
Eremalche parryi là một loài thực vật có hoa trong họ Cẩm quỳ. Loài này được (Greene) Greene mô tả khoa học đầu tiên năm 1906.